# 新世紀エヴァンゲリオン デジタル・カード・ライブラリ
『新世紀エヴァンゲリオン デジタル・カード・ライブラリ』（しんせいきエヴァンゲリオン デジタル カード ライブラリ）は、『新世紀エヴァンゲリオン』を原作とするセガのコンピュータゲーム。
1997年9月25日に、セガサターン用ソフトとして発売された。　

## 内容
同アニメにちなんだ数々のミニゲームをクリアして、カードを集める。それにより同アニメのムービーを見ることができる。ミニゲームには同アニメから出題されるクイズもあり、中にはかなりマニアックな問題も含まれている。